# 文一総合出版
文一総合出版（ぶんいちそうごうしゅっぱん）は、日本の出版社。野鳥観察専門雑誌、生物図鑑、自然写真集、電気事業に関係する法令書などを出版している。2020年より自然科学の児童書の出版も開始。
1959年、株式会社 文一出版を創立。1976年、株式会社 総合図書との合併により社名を「株式会社 文一総合出版」に改称。
2021年、第37回梓会出版文化賞特別賞を受賞。

## 刊行物
雑誌
- 『BIRDER（バーダー）』 - 野鳥観察専門雑誌（月刊、継続前誌「日本の生物」）
- 『RikaTan（リカタン） 理科の探検』 - 科学雑誌（月刊） - 2009年4月号より星の環会から引継ぎ、2012年3月号まで発行。

書籍
- 『ハンドブックシリーズ』
- 『ポケット図鑑シリーズ』
- 『ネイチャーガイドシリーズ』
- 『新しい科学の教科書』
- 『新しい理科の教科書』
- 『解説 電気設備の技術基準』
- 『種生物学シリーズ』
- 『命のつながりシリーズ』